# 滕昆田
滕昆田（1904年—1963年8月7日），字。湖北省漢陽縣侏儒鎮人。民國37年（1948年）在工礦中區當選第一屆立法委員

## 生平[1][2][3][4]
- 武昌中華大學法律系畢業
- 革命實踐研究院二十四期畢業
- 陸軍第十八軍司令部秘書
- 第三路軍總指揮部機要科長
- 軍委會政治部秘書
- 湖北省宣恩縣縣長
- 湖北省政府參議兼法制室主任
- 第九戰區接管日方物資委員會主任秘書
- 武漢區處理物資委員會秘書長
- 中國文藝雜誌社董事長
- 民國52年8月7日病故[5]